# ورزشگاه ملی ساحل عاج
ورزشگاه آلاسان واتارا (Alassane Ouattara Stadium) یک ورزشگاه چندمنظوره در شهر آبیجان، ساحل عاج است.
این ورزشگاه که در سال ۲۰۲۰ تاسیس شده دارای ۶۰٬۰۱۲ نفر ظرفیت است و در ورزشگاه خانگی تیم ملی فوتبال ساحل عاج محسوب میشود. این ورزشگاه به نام آلاسان واتارا رئیس جمهور سابق ساحل عاج نامگذاری شده است.